# Saint Kitts och Nevis i olympiska spelen
Saint Kitts och Nevis deltog första gången vid olympiska sommarspelen 1996 i Atlanta och har sedan dess varit med vid varje olympiskt sommarspel. De har aldrig deltagit vid de olympiska vinterspelen. Saint Kitts och Nevis har aldrig vunnit någon medalj. De har endast ställt upp i löpargrenar inom friidrotten.

## Medaljer
| Guld | Silver | Brons | Totalt antal medaljer |
| ---- | ------ | ----- | --------------------- |
| 0    | 0      | 0     | 0                     |

### Medaljer efter sommarspel
| Spel                | Guld | Silver | Brons | Totalt |
| Atlanta 1996        | 0    | 0      | 0     | 0      |
| Sydney 2000         | 0    | 0      | 0     | 0      |
| Aten 2004           | 0    | 0      | 0     | 0      |
| Peking 2008         | 0    | 0      | 0     | 0      |
| London 2012         | 0    | 0      | 0     | 0      |
| Rio de Janeiro 2016 | 0    | 0      | 0     | 0      |
| Totalt              | 0    | 0      | 0     | 0      |